# Pierre Jules André Marie de La Font
Pour les articles homonymes, voir Font.
Pierre, Jules, André, Marie de La Font-Chabert (Dareizé, 9 juillet 1885 – Paris, 7 juillet 1963) est un général français de cavalerie.

## Biographie
Sorti de Saint-Cyr en 1906, il suit les cours d'application à l’École de cavalerie de Saumur en 1907.
En 1915, à sa demande, il quitte la cavalerie, dont il juge le rôle trop passif, et est affecté dans l’infanterie. Il est cité 4 fois, principalement pour des missions périlleuses de reconnaissance.
Au début de la Seconde Guerre mondiale, il commande l'École de cavalerie de Saumur et met sur pied la 5e BLM avec laquelle il fait la campagne de Belgique (Bataille de Hannut) . Il est cité à l'ordre de l'Armée. 
Commandant ensuite la 3e DLM, il participe à la Bataille de Dunkerque, rentre en France, prend le commandement de la IVe DCR.
Sous-chef d'état-major de l’Armée d’armistice, puis Inspecteur de Cavalerie, partisan de la Résistance à l'occupant, il est limogé le1er septembre 1942 en tant que Commandant de la 7e Région militaire à Bourg-en-Bresse, avant d’être mis en congé d’armistice le 1er mars 1943.
Impliqué dans l’ORA, il est nommé par le Général Giraud pour succéder au Général Frère, arrêté par la Gestapo le 13 juin 1943, mort en déportation le 14 juin 1944 au  Struthof, en Alsace. Le courrier ayant été intercepté par la Gestapo, il échappe par chance à une arrestation fin juillet (1943) et termine la guerre dans la clandestinité.